# NASPAニューオータニ
NASPAニューオータニ（ナスパニューオータニ）は、新潟県南魚沼郡湯沢町にあるホテル及びスキー場、テーマパークを含む総合リゾート施設。ホテルニューオータニのグループ企業で、経営はHRTニューオータニNASPA事業部。
名称のNASPAは「Nature And Sports(Ski) Personal Area」の頭文字をとったもの。コンセプトは「人と自然に優しくありたい」。
建物の高さは、117.0mと新潟県内にある建物では3番目に高く、新潟市以外の自治体にある建物としては一番高い。

## 施設概要
- ホテル
  - 客室数：230室
  - 収容人員：983人
  - レストラン：4ヶ所（和食・洋食・鉄板焼き・ラウンジ）
  - バー：2ヶ所
  - コンベンションホール：8ヶ所・バイキング
  - 結婚式場：チャペル・ガーデンチャペル・神前式場
  - 浴室：越後湯沢温泉大浴場（男女各250坪）
  - プール（20m温水プール）
  - フィットネス施設
- NASPAスキーガーデン：隣接するスキー場施設（ゲレンデ面積：430,000m2、リフト5本・コース8本）
- 駐車場（2,000台）
- 周辺施設総面積：930,000m2

## 沿革
- 1987年（昭和62年）- 4月、ニューオータニ湯沢開発株式会社設立。
- 1992年（平成4年）- 12月、ホテル開業。
- 2009年（平成21年）- 2月17日、トキめき新潟国体冬季大会スキー競技会開会式出席等のため新潟県を訪問中の秋篠宮文仁親王・同妃紀子が、NASPAニューオータニで開かれた昼食会に出席[1]。

## アクセス
- 自動車：関越自動車道湯沢ICより約5分。
- 鉄道：上越新幹線越後湯沢駅より車で約3分、徒歩15分。